# 신별
신별(일본어: 神別 신베츠[*])은 고대 일본의 씨족 분류 중 하나이다.
헤이안 시대 초기에 쓰여진 《신찬성씨록》에서는 천진신과 국진신의 자손을 "신별"이라고 기록하고 있다(“天神地祇之冑、謂之神別”). 또한 신별은 천신, 천손, 지기로 분류되어 천신 265씨족, 천손 109씨족, 지기 30씨족이 있다. 이러한 구분은 오래 전부터 있어왔던 것 같고, 이것은 율령제 이전의 성 중 오미는 황별씨족에게, 무라지가 신별씨족에게 집중되어 있는 것으로도 추측이 가능하다.

## 참고 자료
- 阿部武彦「神別」（『国史大辞典 7』（吉川弘文館、1986年） ISBN 978-4-642-00507-4）
- 菊地照夫「神別」（『日本古代史大辞典 旧石器時代～鎌倉幕府成立頃』（大和書房、2006年） ISBN 978-4-479-84065-7）